# CoEx

animatie

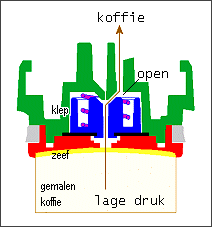
koffie

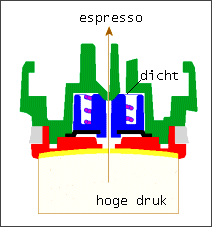
espresso

De CoEx® is de naam van een zetsysteem (brewer) in een koffieautomaat, waarmee zowel koffie als espresso gezet kan worden. Het is een mechanisme waarin met gemalen koffiebonen en heet water -al dan niet onder druk-, koffie of espresso gezet wordt, en waaruit, na afloop van het zetproces, het koffieresidu verwijderd wordt.

## De werking
De eerste stap is dat de gemalen koffie in de cilinderkamer gedoseerd wordt. Daarna sluit die cilinderkamer zich doordat de bovenzuiger boven de cilinder gedraaid - en aansluitend in de cilinder getrokken wordt. Vervolgens wordt aan de achterzijde van het zetsysteem, via de onderzuiger, door het bed van gemalen koffie heen, heet water geperst. De koffie (of espresso) verlaat vervolgens door een zeef in de bovenzuiger het zetsysteem aan de boven-voorzijde.
Zodra de koffie of espresso gezet is, wordt de bovenzuiger weer uit de cilinder getrokken en weggedraaid. Daarna komt de onderzuiger omhoog en drukt zo het koffieresidu uit de cilinderkamer. Tot slot wordt het residu van het zetsysteem afgeschoven en draait het systeem weer terug in zijn uitgangspositie.
In het opengewerkte model zijn hier rechts de bewegingen die het mechanisme maakt, te zien.

## Koffie of espresso
Het mechanisme maakt onderscheid in de wijze waarop koffie en espresso bereid wordt. De koffie, die gezet moet worden met een grove maling licht gebrande koffie, wordt bereid op een druk van 1 bar, terwijl de espresso, die gezet moet worden met een fijne maling van sterk gebrande koffie, wordt bereid op een druk van 9-10 bar. Het onderscheid in druk wordt gecreëerd door een klep die in de bovenzuiger zit. Als de druk laag blijft, dan wordt deze klep door een veer open gehouden. Loopt de druk daarentegen iets op, dan zal de klep door die druk dicht gaan, waarna de druk heel snel oploopt tot het drukniveau die de pompen leveren. (Deze pompen maken geen deel uit van het zetsysteem, maar leveren het hete water onder lage of hoge druk aan het zetsysteem.)
Aan de rechterzijde is in de dwarsdoorsnede van de bovenzuiger te zien hoe dat werkt. In het bovenste plaatje is de waterdruk in het koffiebed zo laag dat de veer de klep in de onderste positie houdt, waardoor de koffie via de zeef, door een groot gat het zetsysteem rustig kan verlaten. In het onderste plaatje heeft de waterdruk de klep dicht gedrukt, waardoor het grote gat is afgesloten. Onder hoge druk wordt de espresso via de zeef door het heel kleine, overgebleven gaatje het zetsysteem uitgeperst.

## Capaciteiten
- Dosering 5 - 12 gram
- Maximale druk 12 bar
- Cyclustijd 20 a 30 seconden
- Standtijd > 200.000 cycli